# Еврейски театър (Варшава)
Еврейският театър „Естер Рахел и Ида Камински“ (на полски: Teatr Żydowski im. Estery Rachel i Idy Kamińskich) се намира на улица „Сенаторска“ 35 във Варшава. Представя постановки на полски и идиш.
Той е единственият действащ съвременен еврейски театър в Полша и един от двата в Европа (наред с Еврейския театър в Букурещ) театър, който поставя представления на идиш.

## История
Театърът възниква през 1950 г. при сливането на двата еврейски театъра: Долношльонски еврейски театър във Вроцлав и Еврейски театър в Лодз. Първоначално изнася спектакли и в двата града. След като става държавен през 1955 г. се мести във Варшава.
Театърът носи името на еврейската актриса Естер Рахел Каминска и (от 1980) на нейната дъщеря Ида Каминска, актриса и режисьор, която ръководи театъра до 1968 г. След мартенските събития Ида Каминска, заедно с част от екипа, напускат Полша, но въпреки това театърът претърпява политическите вихрушки. През 1968 – 1969 г. негов директор е Юлиуш Бергер, а от 1970 до юли 2014 – Шимон Шурмей. От 2014 г. директор е Голда Тенцер.
Театърът поставя постановки на полски и идиш. По време на представления на идиш, зрителите имат възможност да ползват слушалки с превод на полски.
От юли 2012 г. в структурата на Еврейския театър функционира и Културен център Jidysz.

## Седалище
Във Варшава театърът за кратко се помещава в Дидактическата сграда на еврейската общност на ул. „Ягелонска“ 28. През 1955 г. е преместен на ул. „Крулевска“ 13.
Новата сграда на театъра е издигната през годините 1966 – 1967 по проекта на Владислав Йоткевич. Концептуалните скици са направени през 1964 г. от Бохдан Пневски. Театърът се премества там през 1970 г. Открива своята дейност на новото място на 5 декември 1970 г. с премиера на „Dzieje Tewji Mleczarza“ на Шолом Алейхем.
Има 375 места за публиката с добра видимост и акустика. Сцената е широка 15 м и висока 10 м.
Част от спектаклите се играят в сградата на Гарнизонната команда Варшава на ал. „Неподлеглошчи“ 141а. Сградата на площад Гжибовски е разрушена през 2017 г.
|  | Тази страница частично или изцяло представлява превод на страницата Teatr Żydowski w Warszawie в Уикипедия на полски. Оригиналният текст, както и този превод, са защитени от Лиценза „Криейтив Комънс – Признание – Споделяне на споделеното“, а за съдържание, създадено преди юни 2009 година – от Лиценза за свободна документация на ГНУ. Прегледайте историята на редакциите на оригиналната страница, както и на преводната страница, за да видите списъка на съавторите. ВАЖНО: Този шаблон се отнася единствено до авторските права върху съдържанието на статията. Добавянето му не отменя изискването да се посочват конкретни източници на твърденията, които да бъдат благонадеждни. |